# Зелена анаконда
Зелената анаконда (Eunectus murinus), наричана още гигантска или амазонска анаконда, е смятана за една от най-едрите змии в света. Въпреки че някои видове питони (Малайски мрежест питон) могат да достигнат по-голяма дължина, Зелената анаконда остава най-тежката и най-дебела в диаметър змия в света. Тя е най-голямата от четирите вида анаконди.

## Ареал
Зелената анаконда обитава Южна Америка, главно басейна на река Амазонка, а също и този на Ориноко. Среща се в Бразилия, Гаяна, Суринам, Френска Гвиана, Венецуела, Колумбия, Перу, Боливия и Парагвай.

## Размери
Зелената анаконда се счита за най-едрата змия в света. Понякога се твърди, че възрастните анаконди от този вид достигат дължина 9 m и тегло 300 кг., друг път се говори за тегло до 200 кг., но сигурни данни има само за екземпляри с тегло малко под 100 кг.

## Физически характеристики
Зелената анаконда е матриархален тип животно: женските змии са по-едри и физически по-силни от мъжките. Обикновено цветът ѝ е сиво-зеленикав с големи тъмнокафяви петна с продълговата или кръгла форма. Странично има малки кръгли петна с тъмнокафяв или черен кант. Главата е малка (до d=0,2 m), ясно отделена от тялото.

## Хранене и особености
Поради големите си размери зелената анаконда често напада и големи животни като елени, тапири, алигатори, ягуари, пуми, капибари, амазонски ламантини, делфини, акули и др. Канибализмът също е често разпространено явление – освен други змии, на анакондите им се случва да ядат себеподобните си. При това анакондите често се хранят с птици, влечуги и др. Ловуват както на сушата, така и във водата, като във водата са по-успешни ловци, тъй като се придвижват по-бързо. На сушата имат значително по-малък успех, тъй като големите им размери ги забавят. Затова анакондите предпочитат да ловят от засада.
Зелената анаконда е живораждаща. Малките се раждат по 20 – 30 на брой и са дълги между 50 и 60 cm.
Продължителността на живота при зелената анаконда е около 40 години.